# The Monty Python Matching Tie and Handkerchief
The Monty Python Matching Tia and Handkerchief è il quarto album studio dei Monty Python inciso nel 1973.

## Tracce

### Lato A
1. Church Police - 3:06
2. Elephantoplasty - 1:56
3. Novel Writing - 2:33
4. World Association - 1:16
5. Bruces/La canzone dei filosofi - 3:02
6. The Adventures of Ralph Mellish - 4:02
7. Cheese Shop Sketch - 4:05
8. Wasp Club/Tiger Talk - 1:30
9. Great Actors - 2:22

### Lato B (Parte 1)
1. The Background to History - 3:51
2. First World War Sound - 4:00
3. Boxing Tonight (Fight Of The Century) - 0:55

### Lato B (Parte 2)
1. Minister for Overseas Development (aka Mrs. Niggerbaiter Explodes) - 1:03
2. Oscar Wilde and Friends - 3:19
3. Buying a Cat - 1:22
4. Phone-In - 2:34